# Гиспидоберикс
Гиспидоберикс (лат. Hispidoberyx ambagiosus) — вид лучепёрых рыб, единственный в роде гиспидобериксов и семействе гиспидобериксовых из отряда бериксообразных.

## Описание
На жаберной крышке расположен длинный тупой шип. Имеются зубы на нёбе и сошнике.
В спинном плавнике 4—5 колючих и 10 мягких лучей. В анальном плавнике 3 колючих и 9 мягких лучей. В брюшном плавнике 1 колючий и 6—7 мягких лучей. В боковой линии 32—34 чешуй. Позвонков 34. Максимальная длина тела 18,1 см.

## Ареал
Распространены в северо-восточной части Индийского океана и Южно-Китайском море. Обитают на глубине 560—1019 м.